# Campeonato Paulista de Futebol de 1995
O Campeonato Paulista de Futebol de 1995, também conhecido como Série A1 do Campeonato Paulista de Futebol de 1995, foi a 55.ª edição da principal divisão do futebol de São Paulo organizado pela Federação Paulista de Futebol (FPF). Teve o Corinthians como campeão e o Palmeiras como o vice-campeão. XV de Piracicaba, Bragantino e Ponte Preta foram rebaixados para a Série A2 da temporada seguinte. Bentinho, do São Paulo, e Paulinho McLaren, da Portuguesa, foram os maiores goleadores do torneio, com 20 gols cada.
A conquista corintiana aconteceu depois de dois confrontos realizados na cidade de Ribeirão Preto, no interior do Estado de São Paulo, no Estádio Santa Cruz, com um empate por 1 a 1 no primeiro jogo e uma vitória por 2 a 1 na segunda partida, com o gol decisivo marcado na prorrogação. 

## Participantes
| Equipes          | Equipes               |
| ---------------- | --------------------- |
| América          | São José do Rio Preto |
| Araçatuba        | Araçatuba             |
| Bragantino       | Bragança Paulista     |
| Corinthians      | São Paulo             |
| Ferroviária      | Araraquara            |
| Guarani          | Campinas              |
| Juventus         | São Paulo             |
| Novorizontino    | Novo Horizonte        |
| Palmeiras        | São Paulo             |
| Ponte Preta      | Campinas              |
| Portuguesa       | São Paulo             |
| Rio Branco       | Americana             |
| Santos           | Santos                |
| São Paulo        | São Paulo             |
| União São João   | Araras                |
| XV de Piracicaba | Piracicaba            |

## Primeira fase
| Pos | Time             | PG | J  | V  | E  | D  | GP | GC | SG  |
| 1   | Portuguesa       | 58 | 30 | 16 | 10 | 4  | 47 | 29 | 18  |
| 2   | São Paulo        | 54 | 30 | 15 | 9  | 6  | 45 | 27 | 18  |
| 3   | Santos           | 50 | 30 | 13 | 11 | 6  | 49 | 30 | 19  |
| 4   | Palmeiras        | 45 | 30 | 12 | 9  | 9  | 47 | 30 | 17  |
| 5   | Guarani          | 45 | 30 | 12 | 9  | 9  | 40 | 36 | 4   |
| 6   | Corinthians      | 42 | 30 | 10 | 12 | 8  | 42 | 32 | 10  |
| 7   | União São João   | 39 | 30 | 10 | 9  | 11 | 35 | 38 | -3  |
| 8   | Araçatuba        | 38 | 30 | 11 | 5  | 14 | 30 | 41 | -11 |
| 9   | Juventus         | 36 | 30 | 9  | 9  | 12 | 28 | 33 | -5  |
| 10  | Rio Branco       | 36 | 30 | 8  | 12 | 10 | 39 | 42 | -3  |
| 11  | Novorizontino    | 35 | 30 | 8  | 11 | 11 | 26 | 36 | -10 |
| 12  | América          | 35 | 30 | 7  | 14 | 9  | 26 | 32 | -6  |
| 13  | Ferroviária      | 34 | 30 | 9  | 7  | 14 | 24 | 38 | -8  |
| 14  | XV de Piracicaba | 34 | 30 | 8  | 10 | 12 | 38 | 44 | -6  |
| 15  | Bragantino       | 32 | 30 | 7  | 11 | 12 | 27 | 36 | -9  |
| 16  | Ponte Preta      | 29 | 30 | 7  | 8  | 15 | 30 | 55 | -25 |

### Primeira fase da Série A-2
O vencedor da primeira fase da Série A-2 (Mogi Mirim) foi promovido à fase final da Série A-1.
| Pos | Time                | PG | J  | V  | E  | D  | GP | GC | SG  |
| 1   | Mogi Mirim          | 55 | 30 | 14 | 13 | 3  | 35 | 17 | 18  |
| 2   | XV de Jaú           | 54 | 30 | 13 | 15 | 2  | 41 | 24 | 17  |
| 3   | Botafogo            | 52 | 30 | 14 | 10 | 6  | 43 | 33 | 10  |
| 4   | Santo André         | 51 | 30 | 15 | 6  | 9  | 43 | 39 | 4   |
| 5   | São José            | 45 | 30 | 12 | 9  | 9  | 36 | 30 | 6   |
| 6   | Sãocarlense         | 45 | 30 | 11 | 12 | 7  | 51 | 33 | 18  |
| 7   | Paraguaçuense       | 41 | 30 | 9  | 14 | 7  | 40 | 34 | 6   |
| 8   | Rio Preto           | 39 | 30 | 10 | 9  | 11 | 33 | 33 | 0   |
| 9   | Comercial           | 37 | 30 | 8  | 13 | 9  | 33 | 32 | 1   |
| 10  | Olímpia             | 37 | 30 | 8  | 13 | 9  | 32 | 35 | -3  |
| 11  | Inter de Limeira    | 35 | 30 | 8  | 11 | 11 | 29 | 33 | -4  |
| 12  | Taquaritinga        | 35 | 30 | 8  | 11 | 11 | 27 | 32 | -5  |
| 13  | Nacional            | 30 | 30 | 6  | 12 | 12 | 24 | 35 | -11 |
| 14  | Portuguesa Santista | 27 | 30 | 4  | 15 | 11 | 31 | 44 | -13 |
| 15  | Ituano              | 25 | 30 | 4  | 13 | 13 | 19 | 31 | -12 |
| 16  | Catanduva           | 18 | 30 | 2  | 12 | 16 | 15 | 47 | -32 |

## Fase final
| Grupo 1 |                |    |   |   |   |   |    |    |    |
| Pos.    | Time           | PG | J | V | E | D | GP | GC | SG |
| 1       | Palmeiras      | 12 | 6 | 3 | 3 | 0 | 10 | 4  | 6  |
| 2       | Mogi Mirim     | 10 | 6 | 3 | 1 | 2 | 9  | 11 | -2 |
| 3       | São Paulo      | 7  | 6 | 2 | 1 | 3 | 6  | 8  | -2 |
| 4       | Guarani        | 4  | 6 | 1 | 1 | 4 | 6  | 8  | -2 |
| Grupo 2 |                |    |   |   |   |   |    |    |    |
| Pos.    | Time           | PG | J | V | E | D | GP | GC | SG |
| 1       | Corinthians    | 16 | 6 | 5 | 1 | 0 | 13 | 5  | 8  |
| 2       | Portuguesa     | 10 | 6 | 3 | 0 | 3 | 8  | 5  | 3  |
| 3       | Santos         | 5  | 6 | 1 | 2 | 3 | 10 | 14 | -4 |
| 4       | União São João | 4  | 6 | 1 | 1 | 4 | 5  | 12 | -7 |

## As finais
O primeiro jogo das finais do campeonato terminou com um empate por 1 a 1, com o Palmeiras chegando à igualdade aos 48 minutos do segundo tempo, com gol do atacante Nílson. Na segunda partida, o mesmo Nílson abriu o placar para o Alviverde, mas o meia Marcelinho Carioca empatou, em uma cobrança de falta. Na prorrogação, o meia Elivelton definiu o placar de 2 a 1 e selou o título do paulista do Corinthians.

## Final

### Jogo de ida[3]
| 30 de julho de 1995 | Palmeiras  | 1 — 1 | Corinthians            | Estádio Santa Cruz, Ribeirão Preto, São Paulo |
| 16 horas            | Nílson 93' |       | Marcelinho Carioca 60' | Público: 40 317 Árbitro: Oscar Roberto Godói  |

Palmeiras: Sérgio, Índio, Antônio Carlos, Cléber e Roberto Carlos; (Flávio Conceição), Amaral, Mancuso, Edilson e Rivaldo (Válber); Alex Alves e Müller (Nílson). Técnico: Carlos Alberto Silva
Corinthians: Ronaldo; André Santos, Célio Silva, Henrique e Silvinho; (Ezequiel), Bernardo, Zé Elias, Marcelinho Carioca e Souza (Elivélton); Viola e Marques (Vitor). Técnico: Eduardo Amorim

### Jogo de volta[4]
| 6 de agosto de 1995 | Corinthians                             | 2 - 1                                  | Palmeiras  | Estádio Santa Cruz, Ribeirão Preto, São Paulo |
| 16 horas            | Marcelinho Carioca 60' · Elivélton 113' | 1 — 0 (Prorrogação) 1 - 1 Tempo Normal | Nílson 56' | Público: 46 594 Árbitro: Remi Harrel          |

Corinthians: Ronaldo; André Santos (Vítor), Célio Silva, Henrique e Silvinho; Bernardo, Zé Elias, Marcelinho Carioca e Souza (Tupãzinho); Viola e Marques (Elivélton). Técnico: Eduardo Amorim.
Palmeiras: Velloso; Índio, Antônio Carlos, Cléber e Roberto Carlos (Flávio Conceição); Amaral, Mancuso, Edílson (Válber) e Rivaldo; Alex Alves (Nilson) e Muller. Técnico: Carlos Alberto Silva.
| Campeão Paulista de 1995 |
| ------------------------ |
| CORINTHIANS (21º título) |